# Eriksbergs Mekaniska Verkstad

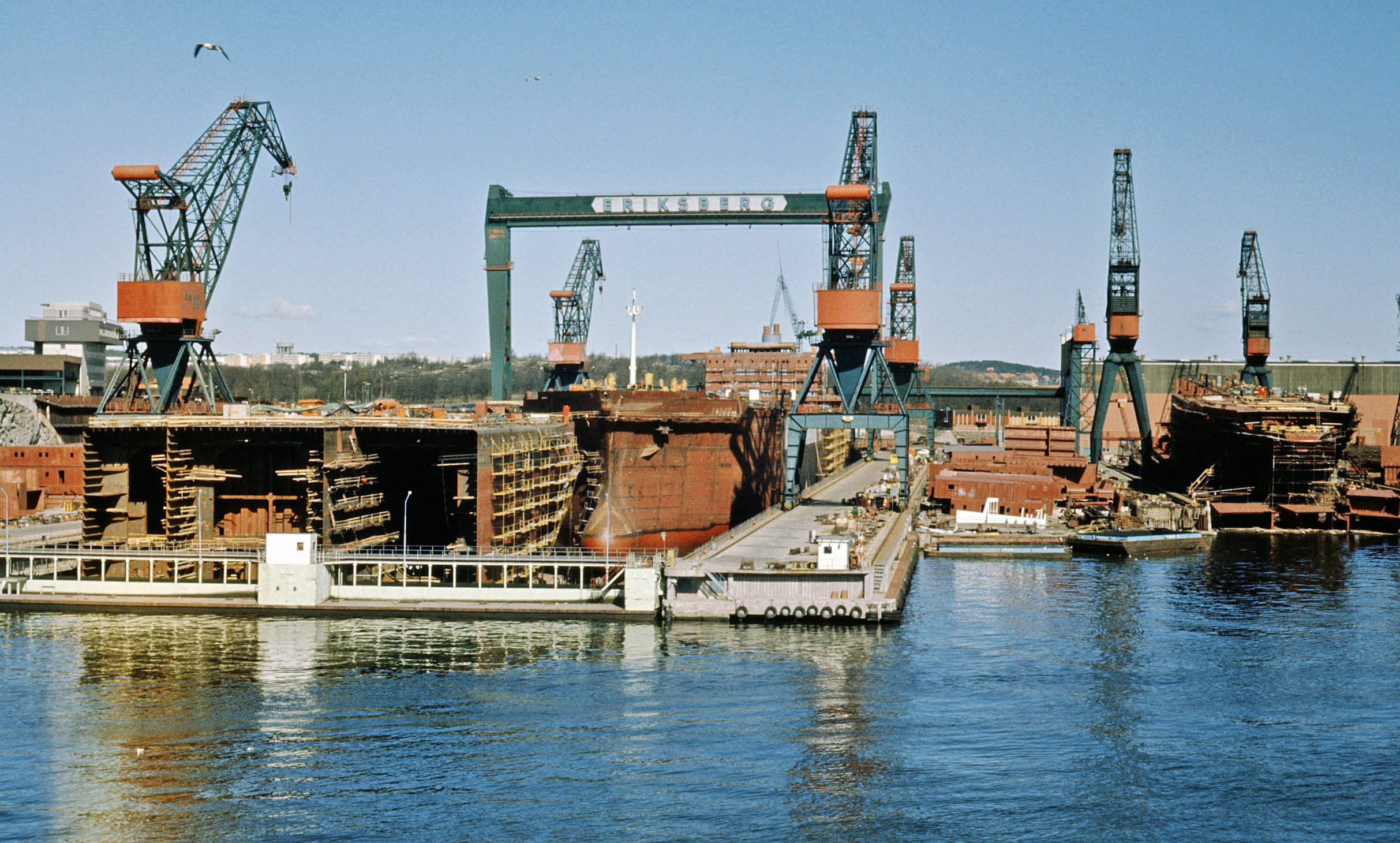
Eriksbergs-Werft bei guter Beschäftigungslage 1973

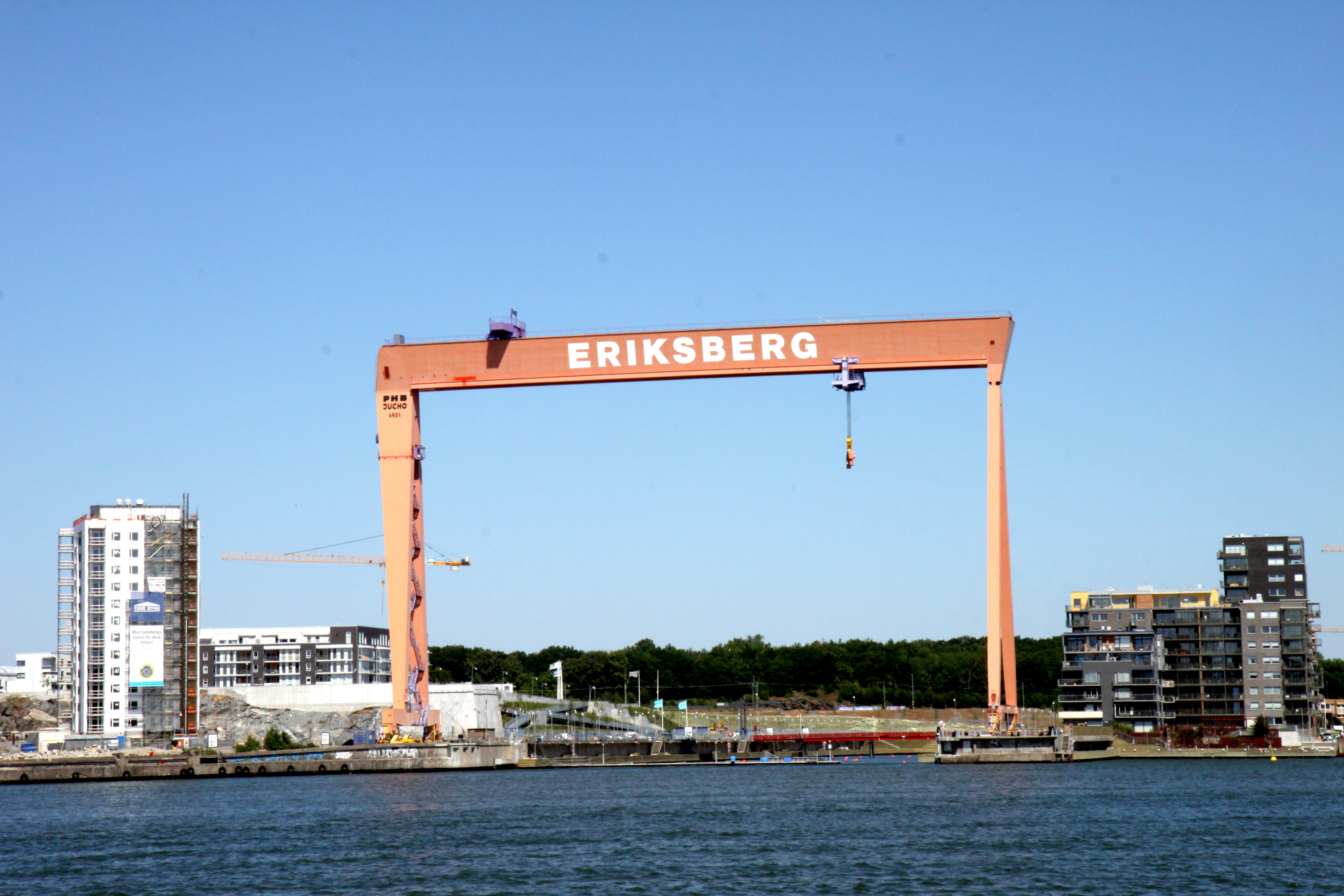
Der erhaltene Bockkran von PHB Jucho auf dem ehemaligen Werftgelände

Das schwedische Maschinen- und Schiffbauunternehmen Eriksbergs Mekaniska Verkstad AB bestand von 1853 bis 1979 in Göteborg.

## Geschichte

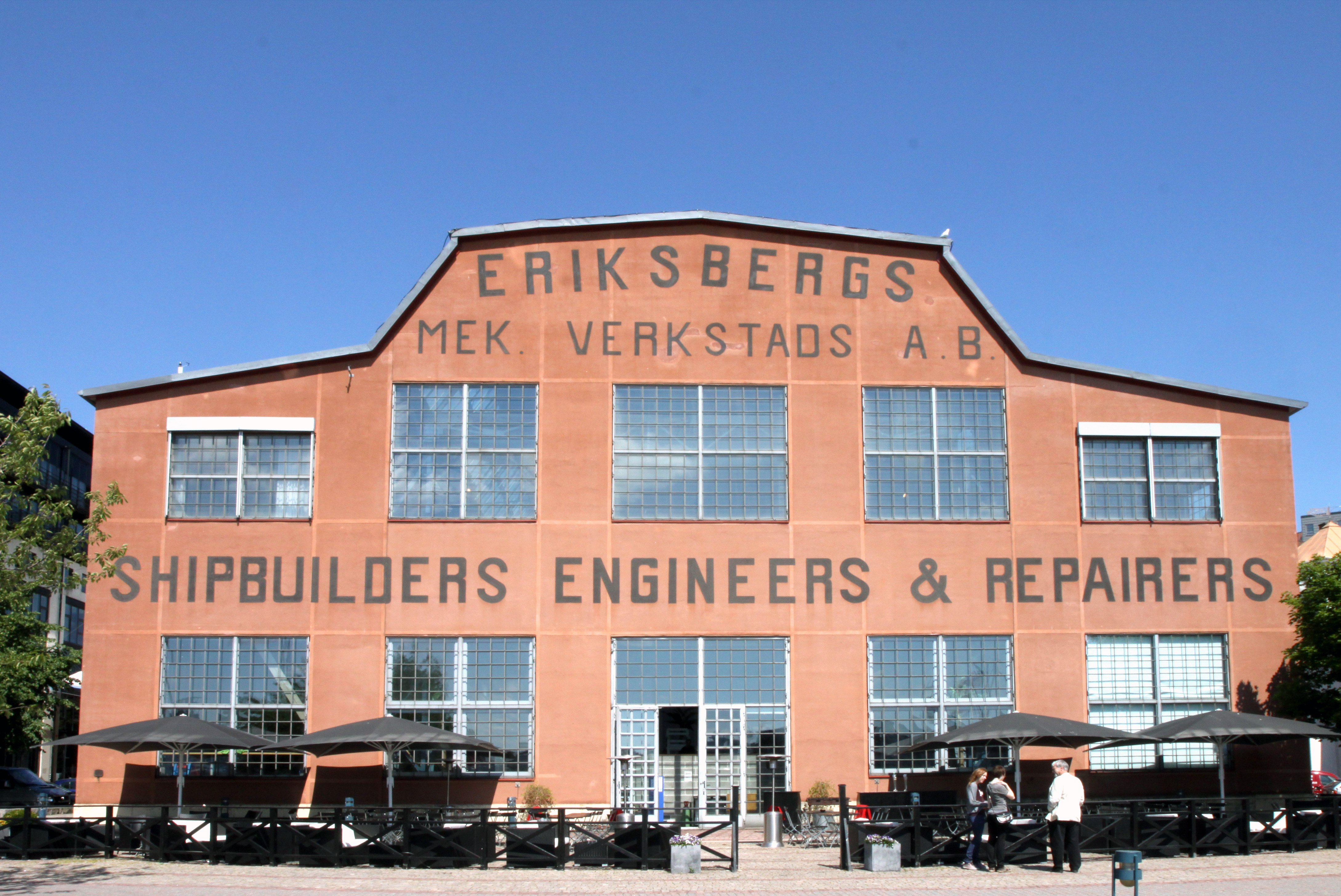
Erhaltene Maschinenbauhalle der ehemaligen Werft

Das Unternehmen wurde 1853 von Christian Barchman als Gießerei Ericsbergs metall och tackjerns-gjuteri gegründet. Neben der Gießerei wurden mechanische Arbeiten und Reparaturen verschiedenen Arten durchgeführt und bald auch kleinere Boote und Dampfeinrichtungen gebaut. Im Jahr 1873 lieferte das Unternehmen das erste Schiff, den Dampfschlepper Active, ab und wandte sich danach verstärkt dem Schiffbau zu. Ab 1876 firmierte die Werft als Eriksbergs Mekaniska Verkstad AB. 1915 übernahm der Göteborger Reeder Axel Broström (Svenska Amerika Linien) die Anteilsmehrheit an der Werft.
In den 1950er und 1960er Jahren erwirtschaftete Eriksbergs große Überschüsse. Es wurden vorwiegend Tanker gebaut, deren Größe bis in die 1970er Jahre stetig zunahm. Im Jahr 1963 übernahm Eriksbergs einen 50%igen Anteil an der Uddevallavarvet von den Gläubigerbanken und 1970 die Werft Lindholmens Verkstad und baute neue Werften für Lisnave und Setenave in Portugal auf, die große Vorschiffssektionen zulieferten. Die Beteiligung an der Uddevallavarvet gab man aber 1971 wieder an den schwedischen Staat ab. 1973 gab Eriksbergs ihr Reparaturgeschäft an Götaverken ab und wurde zur reinen Neubauwerft. Das darauf folgende Jahr 1974 war ein Rekordjahr, in dem Schiffe 821.840 Tonnen Tragfähigkeit abgeliefert wurden. Die schwieriger werdende Schiffbaufinanzierung, die erstarkende Konkurrenz durch japanische Werften und der Nachfrageeinbruch im Tankersegment nach der Ölkrise von 1973 führten 1976 dazu, dass der schwedische Staat die Mehrheit der Götaverken übernahm und Eriksbergs Mekaniska Verkstad zunächst zur Tochtergesellschaft von Götaverken wurde. Ende der 1970er Jahre wurde Eriksbergs im Zuge der Schiffbaukrise erst in den staatlichen Schiffbaukonzern Svenska Varv eingegliedert und die Werft schließlich im Frühjahr 1979 geschlossen. Insgesamt entstanden in 126 Betriebsjahren mehr als 600 Schiffe auf der Werft.